# Andy Selva
Pour les articles homonymes, voir Selva.
Andrea Selva, dit Andy Selva, né le 25 mai 1976 à Rome en Italie, est un footballeur international saint-marinais, qui évolue au poste d'attaquant.
Il compte 73 sélections en équipe nationale de Saint-Marin et détient le record du nombre de buts inscrits en sélection (8 buts).

## Biographie

### Carrière en club
Andy Selva dispute notamment 6 matchs en deuxième division italienne, 153 matchs en troisième division italienne, pour 53 buts inscrits, 101 matchs en quatrième division italienne, pour 12 buts inscrits, 160 matchs en cinquième division italienne, pour 62 buts inscrits et 59 matchs dans le championnat saint-marinais, pour 38 buts inscrits.
Il dispute 2 matchs en Ligue des champions, et 3 matchs en Ligue Europa avec le club du SP La Fiorita.

### Carrière internationale
Andy Selva compte 72 sélections et 8 buts avec l'équipe de Saint-Marin depuis 1998,. 
Il est convoqué pour la première fois par le sélectionneur national Giampaolo Mazza pour un match des éliminatoires de l'Euro 2000 contre Israël le 10 octobre 1998 (défaite 5-0).
Lors de sa deuxième sélection, le 14 octobre 1998, il inscrit son premier but en sélection contre l'Autriche, lors d'un match des éliminatoires de l'Euro 2000 (défaite 4-1).
Par la suite, le 28 février 2001, il inscrit son deuxième but en sélection contre la Belgique, lors d'un match des éliminatoires de la Coupe du monde 2002 (défaite 10-1). C'est le premier joueur de l'histoire de la sélection à avoir marqué plus d'un but en sélection.
Puis le 28 avril 2004, il a inscrit l'unique but de la rencontre contre le Liechtenstein lors d'un match amical. C'est la toute première victoire de Saint-Marin. Le match se solde par une victoire 1-0 des Saint-Marinais.

Il est le meilleur buteur de l'histoire de la sélection nationale saint-marinaise avec 8 buts. Depuis 2004, il est le capitaine de la sélection nationale saint-marinaise (46 fois).

## Palmarès

### En club
- Avec l'US Sassuolo
  - Champion d'Italie de D3 en 2008
  - Vainqueur de la Supercoupe d'Italie de D3 en 2008

- Avec le SP La Fiorita
  - Champion de Saint-Marin en 2014
  - Coupe de Saint-Marin en 2016

### Distinctions personnelles
- Meilleur buteur du Championnat d'Italie de D5 en 2003 (Groupe D, 22 buts)

## Statistiques

### Buts en sélection
Le tableau suivant liste tous les buts inscrits par Andy Selva avec l'équipe de Saint-Marin :